# 문석호
문석호(文錫鎬, 1959년 7월 12일~)는 대한민국의 정치인이다. 제16·17대 국회의원을 지냈다. 종교는 천주교이며, 세례명은 베네딕토이다.

## 학력
- 안면국민학교 졸업
- 안면중학교 졸업
- 공주대학교 사범대학 부설고등학교 졸업
- 고려대학교 법과대학 법학 학사

## 경력
- 제23회 사법시험 합격(사법연수원 13기 수료)
- 안면도항쟁지원 및 구속자변론 주임변호사
- 서산,태안 인권연구소 소장
- 16대 국회 농림해양수산위원회, 윤리특별위원회, 재해대책특별위원회 위원
- 노무현대통령후보 인권특보
- 새천년민주당 대변인(선대위 대변인 겸임)
- 열린우리당 창당상황실장
- 17대 국회개혁특별위원회 법안심사 제2소위원회 위원, 재정경제위원회 위원
- 열린우리당 원내수석부대표

## 역대 선거 결과
|  | 10.19% |

|  | 14.18% |

|  | 48.44% |

|  | 46.81% |

|  | 30.18% |

## 소속 정당
| 소속 정당 | 소속 정당      | 소속 기간 | 비고                |
| --------- | -------------- | --------- | ------------------- |
|           | 무소속         | 1992      | 정계 입문           |
|           | 민주당         | 1992~1995 | 입당                |
|           | 통합민주당     | 1995~1996 | 합당                |
|           | 민주당         | 1996~1997 | 당명 변경           |
|           | 무소속         | 1997      | 탈당                |
|           | 새정치국민회의 | 1997~2000 | 입당                |
|           | 새천년민주당   | 2000~2003 | 합당                |
|           | 무소속         | 2003      | 탈당                |
|           | 열린우리당     | 2003~2007 | 창당                |
|           | 대통합민주신당 | 2007~2008 | 합당                |
|           | 통합민주당     | 2008      | 합당                |
|           | 민주당         | 2008~2011 | 당명 변경 정계 은퇴 |
|           | 민주통합당     | 2011~2013 | 합당                |
|           | 민주당         | 2013~2014 | 당명 변경           |
|           | 새정치민주연합 | 2014~2015 | 합당                |
|           | 더불어민주당   | 2015~현재 | 당명 변경           |

## 같이 보기
- 서산시·태안군
- 서산시의 국회의원
- 태안군의 국회의원